# Hexogen
Hexogen, samt RDX (samsbokstav: H) (trivialnamn), eller cyklotrimetylentrinitramin, kort cyklonit (rationellt namn), är ett högexplosivt sprängämne, främst använt för militära ändamål. I ren form ett vitt pulver som framställs genom nitrering av hexametylentetramin, som i sin tur framställs av metanol och ammoniak. Det börjar sönderfalla vid 170 °C och smälter vid 205 °C.
Hexogen kännetecknas av att det har lägre detonationshastighet och energiinnehåll jämfört med pentyl, men i gengäld är mindre känsligt för mekaniska stötar. 
Militärt används ren hexogen sällan, utan det blandas vanligen med vax och/eller andra ämnen, så kallad flegmatiserad hexogen, för att minska känsligheten och/eller förbrännings- respektive detonationshastigheten.

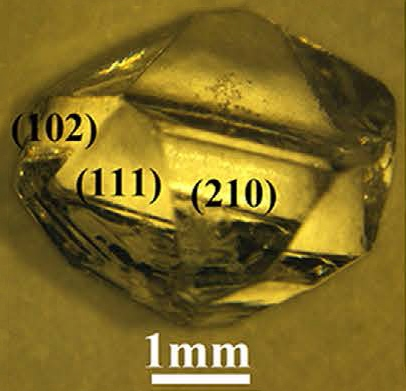
Hexogenkristall

## Historia
Hexogen framställdes först för medicinska ändamål av tysken Hans Henning år 1899. Först 1920 insågs ämnets explosiva egenskaper.

## Användning
Sedan andra världskriget blandas hexogen med trotyl och vax, till hexotol, vilket stundtals förekommer som sprängladdning i granater. Hexogen används även i plastiska sprängämnen som C-4.